# In nomine patris (téléfilm)
Pour les articles homonymes, voir In Nomine Patris.
Pour plus de détails, voir Fiche technique et Distribution.
In nomine patris est un téléfilm documentaire allemand de Myriam Tonelotto et Marc Hansmann, diffusé en France sur Arte le 22 mars 2005.

## Synopsis
Le film analyse le discours des mouvements de défense des droits des pères qui après s’être développés aux États-Unis, en Australie et au Canada s’impose aussi en Europe. Les réalisateurs sont allés interroger les dirigeants des associations défendant le masculinisme et ont demandé à des juristes, sociologues, psychiatres et hommes politiques d’analyser leur discours et leur action.

## Fiche technique
- Titre : In nomine patris
- Réalisation : Myriam Tonelotto et Marc Hansmann
- Pays :  Allemagne
- Genre : Documentaire
- Durée : 50 minutes
- Date de sortie :
- Allemagne 2005

## Production
- Produit par la société La Bascule (Metz), en collaboration avec Arte et NDR (Allemagne) ainsi que Lichtpunt Bruxelles, France 3 Lorraine, Images Plus Épinal.
- Avec le soutien du Centre national de la cinématographie (CNC), le fonds de Soutien à la Production de la Région Lorraine, le Fonds de soutien à la Production de la Région Alsace, le Fonds de soutien à la Production de la Communauté urbaine de Strasbourg (CUS).

## Festival
- Sélection officielle au Festival Résistances de Foix, 2006

## Polémique
Le film a fait l'objet de vifs débats[Lesquels ?] et de nombreuses attaques[Lesquelles ?] de la part des associations masculinistes.